# Amaris
Die Amaris Group SA ist eine internationale Technologie- und Management-Beratungsgruppe mit Sitz in Vernier in der Schweiz sowie 50 Büros weltweit.

## Geschichte
Amaris wurde im Jahr 2007 gegründet. Anfangs war das Unternehmen eine Business Beratungsgesellschaft, die sich auf den Bankenbereich spezialisiert hat.
2012 übernahm Amaris die Thales Systeminformation Österreich. Diese Akquisition ermöglichte es der Gruppe ihren Geschäftsbereich um 27 Länder zu erweitern und in den Cloud-Computing-Markt einzutreten. Im selben Jahr startete das Unternehmen ein Rebranding.
Im Jahr 2013 wurde Amaris zertifizierter Cisco-Cloud-Partner. Im selben Jahr wurde die italienische Marke Thales Sap übernommen.

## Unternehmen
Das Unternehmen ist als Firmenberater in den Bereichen Strategie- und Outsourcing-Beratung tätig. Der Geschäftsbereich umfasst 5 Felder:
- Beratung in Business Management[6]
- System- und Informationstechnologie
- Ingenieurwesen und Hochtechnologie
- Telekommunikation
- Biotechnologie und Pharma[7][8][9]

Kunden sind unter anderem Großunternehmen und Familiengruppen, die zu Themen wie Energie, Mobilität, Finanzen oder Biowissenschaften und Umwelt beraten werden.